# Hyblaea puera
Hyblaea puera – gatunek motyli z podrzędu Glossata i rodziny Hyblaeidae.
Gatunek ten opisany został w 1777 roku przez Pietera Cramera. Badania molekularne opublikowane przez C. Natarajana i współpracowników w 2008 roku sugerują, że gatunek ten może zajmować pozycję bazalną w obrębie rodzaju. Ponadto gatunek ten rozbił się w nich dwa wyraźne klastery: jeden obejmujący okazy H. puera z Nowego Świata, a drugi H. puera ze Starego Świata.
Do roślin żywicielskich gąsienic należą dzbaniwo kalebasowe, Spatodea campanulata, Tabebuia heterophylla i Petitia domingensis.
Motyl ten jest rozsiedlony pantropikalnie.